# Headlines (canção)
"Headlines" é uma canção do rapper Drake. Esta canção estreou em seu blog oficial em outubro no dia 9 de agosto de 2011. Em seguida, ganhou popularidade considerável sobre vários formatos nas rádio. Esta já está confirmado como primeiro single do Take Care, o seu segundo álbum, já que "Marvin's Room" não foi lançada como single. "Headlines" foi lançado no iTunes em 9 de agosto de 2011 e alcançou o número 27 no Canadian Hot 100, o número 13 na Billboard Hot 100 e número 2 nas paradas R&B/Hip-Hop Songs além de ter liderado o quadro de  Rap Songs.

## Charts
| País           | Chart (2011)      | Melhor Posição |
| -------------- | ----------------- | -------------- |
| Canadá         | Canadian Hot 100  | 27             |
| Reino Unido    | UK R&B Chart      | 18             |
| Reino Unido    | UK Singles Chart  | 57             |
| Estados Unidos | Billboard Hot 100 | 13             |
| Estados Unidos | R&B/Hip-Hop Songs | 2              |
| Estados Unidos | Rap Songs         | 1              |
| Estados Unidos | Pop Songs         | 37             |